# Феурешть (Вилча)
Феурешть, Феурешті (рум. Făurești) — село у повіті Вилча в Румунії. Входить до складу комуни Феурешть.
Село розташоване на відстані 165 км на захід від Бухареста, 65 км на південний захід від Римніку-Вилчі, 32 км на північний схід від Крайови.

## Населення
За даними перепису населення 2002 року у селі проживали 526 осіб, усі — румуни. Усі жителі села рідною мовою назвали румунську.